# Yungang
Yungang (chinesisch 雲岡區 / 云冈区, Pinyin Yúngang Qū) ist ein Stadtbezirk der bezirksfreien Stadt Datong im Norden der chinesischen Provinz Shanxi. Er hat eine Fläche von 742 Quadratkilometern und 684.753 Einwohner (Stand: Zensus 2020). Im Jahre 2018 zählte Yungang eine ansässige Bevölkerung von etwa 665.000 Personen, wovon 138.200 Personen als Landbevölkerung gelten. Er ist ein Zentrum des Kohleabbaus in China und beherbergt zahlreiche Stätten des Kulturerbes.

## Geographie und Klima
Das Relief von Yungang fällt in nordwestlich-südöstlicher Richtung ab. Berge befinden sich auf zwei Dritteln des Territoriums, wobei die höchste Erhebung bei 1714 Metern über dem Meeresspiegel liegt. Das verbleibende Drittel nimmt das Daton-Becken ein. Die wichtigsten Flüsse sind Yu He, Kouquan He, Shili He und Gan He, die alle in den Sanggan He münden und zum Einzugsgebiet des Yongding He gehören.
Yungang hat ein relativ trockenes Klima mit vier klar unterscheidbaren Jahreszeiten. Die Winter sind relativ lang und trocken, die Sommer kurz, heiß und mit den meisten Regenfällen. Im Frühling und Herbst gibt es hohe Temperaturunterschiede. Ganzjährig weht relativ starker Wind. Die Jahresdurchschnittstemperatur liegt bei 6,4 °C, es gibt durchschnittlich 150 frostfreie Tage und 2822 Sonnenstunden pro Jahr. Der jährliche Niederschlag beträgt 396 Millimeter und fällt vorwiegend in den Sommermonaten.
Yungang verfügt über etwa 17.500 Hektar landwirtschaftliche Nutzfläche.

## Administrative Gliederung
Der Stadtbezirk Yungang entstand im Jahre 2018 durch die Auflösung der bis dahin existierenden Stadtbezirke Chengqu, Kuang und Nanjiao. Dabei wurde Yungang aus Teilen dieser drei Bezirke geformt.
Auf Gemeindeebene setzt sich Yungang per Ende 2018 aus 30 Straßenvierteln, zwei Großgemeinden und vier Gemeinden zusammen. Diese sind:
- Straßenviertel Xinsheng (新胜街道), Xinpingwang (新平旺街道), Meiyukou (煤峪口街道), Yongdingzhuang (永定庄街道), Tongjialiang (同家梁街道), Silaogou (四老沟街道), Xinzhouyao (忻州窑街道), Baidong (白洞街道), Yanya (雁崖街道), Wajinwan (挖金湾街道), Jinhuagong (晋华宫街道), Majiliang (马脊梁街道), Dadougou (大斗沟街道), Wangcun (王村街道), Jiangjiawan (姜家湾街道), Xinquanlu (新泉路街道), Minsheng (民胜街道), Kouquan (口泉街道), Makou (马口街道), Yanzishan (燕子山街道), Xing’ergou (杏儿沟街道), Qingciyao (青磁窑街道), Pingquanlu (平泉路街道), Sitaigou (四台沟街道), Heshun (和顺街道), Herui (和瑞街道), Pingshenglu (平盛路街道), Qingquanjie (清泉街街道), Xihuayuan (西花园街道), Laopingwang (老平旺街道)
- Großgemeinden Gaoshan (高山镇), Yungang (云冈镇)
- Gemeinden Kouquan (口泉乡), Xihanling (西韩岭乡), Pingwang (平旺乡), Yaerya (鸦儿崖乡)[3]

Auf der Dorfebene setzen sich obengenannte Verwaltungseinheiten aus 127 Einwohnergemeinschaften und 120 Dörfern zusammen.

## Wirtschaft und Verkehr
Der Abbau von Kohle ist der wichtigste Wirtschaftsfaktor von Yungang. Nach der Regulierung der Bergbaubetriebe waren auf dem Gebiet von Yungang im Jahre 2018 insgesamt 38 Kohlegruben aktiv, wovon 17 von der Tongmei-Gruppe betrieben wurden. Ein Teil der geförderten Kohle wird direkt in Yungang in Wärmekraftwerken verstromt, im Jahre 2018 waren Kraftwerkskapazitäten von insgesamt 4,82 Gigawatt in Betrieb.
Das urbane Gebiet von Yungang liegt in etwa 30 Kilometern Entfernung vom Flughafen Datong-Yungang. Yungang liegt an der Bahnstrecke Datong–Puzhou, der Bahnstrecke Peking–Baotou und der Bahnstrecke Datong-Qinhuangdao, die insbesondere im Kohletransport wichtig sind. Im Jahre 2015 wurde der Bau der Schnellfahrstrecke Datong-Zhangjiakou begonnen, die die Fahrzeit nach Peking auf 2 Stunden reduzieren soll.
Über das Gebiet von Yungang führen mehrere wichtige Straßen, darunter die Autobahn Eren Hot–Guangzhou, die Nationalstraßen 109 und 208.

## Kultur
Auf dem Territorium von Yungang befinden sich 149 geschützte Kulturstätten. Davon gehören drei zu den Denkmälern der Volksrepublik China, nämlich die Yungang-Grotten, die Pagode des Chanfang-Tempels und das Massengrab im Kohlenbergwerk von Datong. Zu den Denkmälern der Provinz Shanxi gehören 28 weitere Stätten.